# Maksymilianów (powiat poddębicki)
Maksymilianów – wieś w Polsce położona w województwie łódzkim, w powiecie poddębickim, w gminie Zadzim.
Wieś wchodzi w skład sołectwa Zygry.
W latach 1975–1998 miejscowość administracyjnie należała do województwa sieradzkiego.